# Comportement répétitif centré sur le corps
 (mars 2025).
Le contenu est difficilement compréhensible vu les erreurs de traduction, qui sont peut-être dues à l'utilisation d'un logiciel de traduction automatique.
Un Comportement répétitif centré sur le corps (CRCC) est un nom générique pour les troubles du contrôle des impulsions comportements impliquant de manière compulsive de endommager son apparence physique ou de causer des blessures physiques. L'entrée des troubles du comportement répétitif centré sur le corps (TCRCC) dans la CIM-11 est en développement.
Les troubles CRCC sont actuellement estimés comme relevant du spectre obsessionnel-compulsif. Ils sont également associés au TDAH et à l'anxiété.

## Causes
La cause des CRCC est inconnue.[citation nécessaire] Cependant les variables émotionnelles peuvent avoir un impact marginal sur la manifestation des CRCC.
La recherche a suggéré que l'envie d'automutilation répétitive est similaire à un comportement répétitif centré sur le corps, mais d'autres ont fait valoir que pour certains, la condition ressemble davantage à un trouble de la toxicomanie.[citation nécessaire]
Les chercheurs étudient une possible composante génétique,.

### Début
Les CRCC commencent le plus souvent à la fin de l'enfance ou au début de l'adolescence.

## Diagnostic

### Types
Les principaux troubles CRCC sont :
- Peau
  - Dermatillomanie (acné excoriée), grattage de la peau
  - Dermatophagie, rongement de la peau
- Bouche
  - Morsicatio buccarum, morsure de joue
  - Morsicatio labiorum, morsure de lèvre intérieure
  - Morsicatio linguarum, morsure de langue
- Ongles
  - Onychotillomanie, trituration des ongles
  - Onychophagie, onychophagie
- Nez
  - Rhinotillexomanie, fouillage nasal[2]
- Cheveux
  - Trichotillomanie, arrachage de cheveux
  - Trichophagie, rongement des cheveux
  - Trichotemnomanie, coupe de cheveux
  - Trichoteiromanie, frottement de cheveux

- Yeux
  - Syndrome de la pêche au mucus - retrait ou "pêche" de brins de mucus de l'œil

## Traitement

### Psychothérapie
Le traitement peut inclure la thérapie comportementale, les médicaments et la thérapie familiale,. Les critères de base de preuves pour les CRCC sont stricts et méthodiques. La thérapie comportementale individuelle s'est avérée être une thérapie factuelle "probablement efficace" pour aider à sucer le pouce, et peut-être à se ronger les ongles. La thérapie cognitivo-comportementale a été citée comme thérapie expérimentale factuelle pour traiter la trichotillomanie et l'onychophagie ; une revue systématique a trouvé les meilleures preuves pour la thérapie d'inversion des habitudes et le découplage. Une autre forme de traitement qui se concentre sur la pleine conscience, les stimuli et les récompenses s'est avérée efficace chez certaines personnes. Cependant, aucun traitement n'a été jugé bien établi pour traiter toute forme de CRCC.

### Pharmacothérapie
L'acné excoriée et la trichotillomanie ont été traités avec de l'inositol et de la N-acétylcystéine.

## Prévalence
Les CRCC sont parmi les groupes de troubles les plus mal compris, mal diagnostiqués et sous-traités. Les CRCC peuvent affecter au moins 1 personne sur 20 personnes. Ces ensembles de symptômes sont connus depuis un certain nombre d'années, mais n'apparaissent que récemment dans la littérature médicale répandue. La trichotillomanie à elle seule est considérée comme affectant 10 millions de personnes aux États-Unis.